# جيمس ريتشارد هام
جيمس ريتشارد هام (بالإنجليزية: James Richard Ham)‏ هو قسيس أمريكي، ولد في 11 يوليو 1921 في شيكاغو في الولايات المتحدة، وتوفي في 20 ديسمبر 2002.